# Raglesville
Raglesville – jednostka osadnicza w Stanach Zjednoczonych, w stanie Indiana, w hrabstwie Daviess.